# جنگل‌های خزان‌دار خشک ختیار–گیر
جنگل‌های خزان‌دار خشک ختیار–گیر (به انگلیسی: Khathiar-Gir dry deciduous forests) یک منطقهٔ مسکونی و جنگل در هند است.